# Hanover (Virginia)
Hanover è un census-designated place (CDP) degli Stati Uniti d'America, situato nello stato della Virginia, nella contea di Hanover, della quale è il capoluogo.